# Going am Wilden Kaiser
Going am Wilden Kaiser is een gemeente in de Oostenrijkse deelstaat Tirol, in het district Kitzbühel. Het ligt aan de voet van het imponerende Kaisergebergte (Wilden Kaiser) en is door zijn pittoreske uitstraling geliefd bij toeristen, zowel 's zomers als 's winters.
Going werd reeds in 1156 als Gouwingen officieel vermeld. Deze naam wijst op vroegere bewoning van het gebied door Bajuwaren.
De dichtstbijzijnde bekende plaats is Ellmau, op zo'n anderhalve kilometer ervandaan. Going ligt op ongeveer 800 meter hoogte. Het is onderdeel van het skigebied Skiwelt Wilderkaiser Brixental.

## Bezienswaardigheden
- Schleier Wasserfall (waterval in het Kaisergebergte)

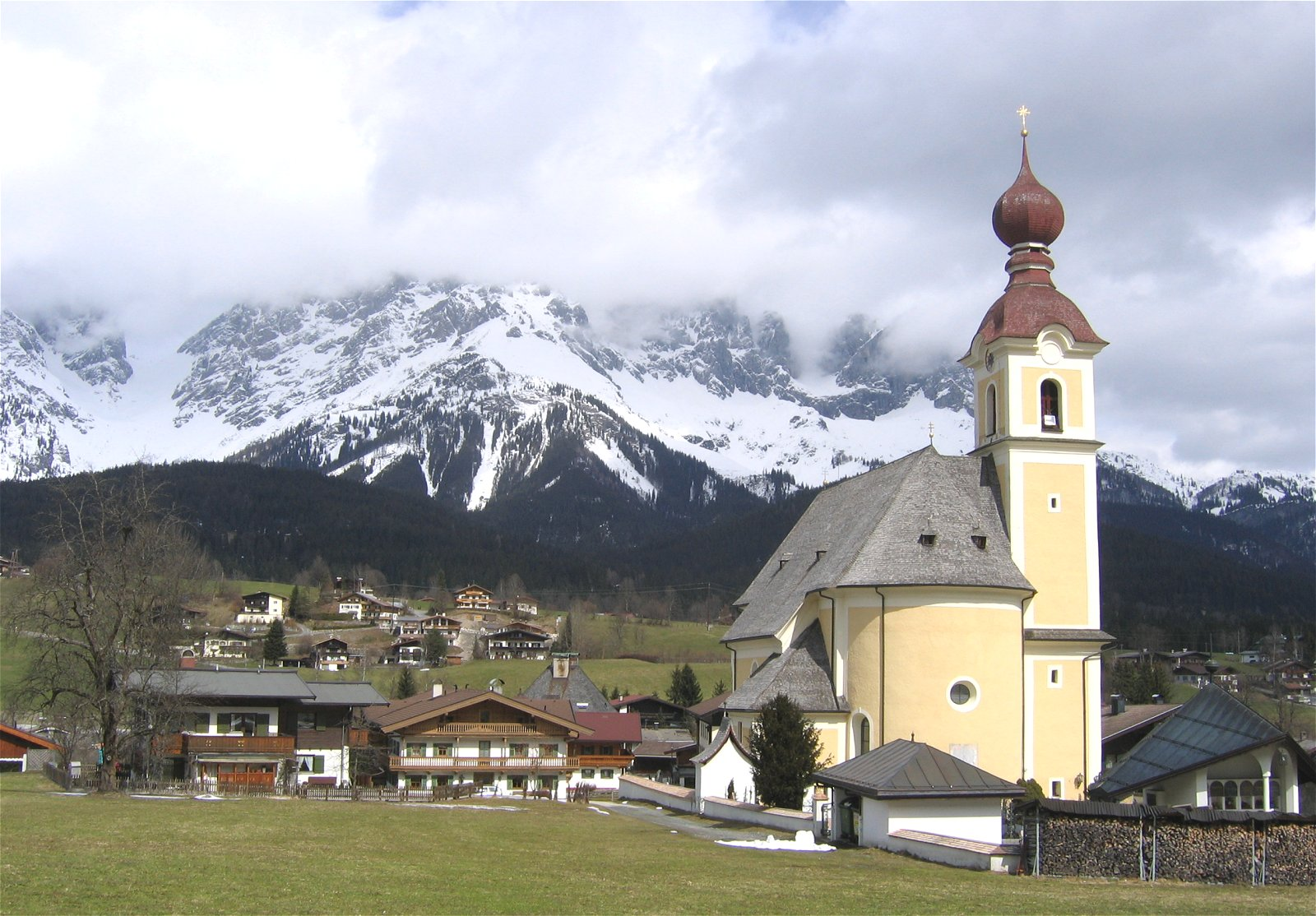
Going met Pfarrkirche zum Hl. Kreuz

- Stanglwirt (museum)
- Pfarrkirche zum Hl. Kreuz (kerk)

Aurach bei Kitzbühel ·
Brixen im Thale ·
Fieberbrunn ·
Going am Wilden Kaiser ·
Hochfilzen ·
Hopfgarten im Brixental ·
Itter ·
Jochberg ·
Kirchberg in Tirol ·
Kirchdorf in Tirol ·
Kitzbühel ·
Kössen ·
Oberndorf in Tirol ·
Reith bei Kitzbühel ·
Schwendt ·
St. Jakob in Haus ·
St. Johann in Tirol ·
St. Ulrich am Pillersee ·
Waidring ·
Westendorf
- Gemeinsame Normdatei: 7534206-6
- Virtual International Authority File: 239227980
- WorldCat: E39PBJmxRdRr7vDpQT7y6HCxXd